# Бояново (Видинська область)
Боя́ново (болг. Бояново) — село у Видинській області Болгарії. Входить до складу общини Грамада.

## Населення
За даними перепису населення 2011 року у селі проживали 12 осіб, усі — болгари.
Розподіл населення за віком у 2011 році:
Динаміка населення: